# Кезі
Кезі — частина села Павлівка, колишнє село, центр сільської Ради, розташоване за 25 км від районного центру і за 15 км від залізничної станції Малейки, на автошляху Чернігів—Любеч.

## Географія
Було розташоване на лівому березі річки Свишень — на північний захід від села Кувечичі і на північ від села Павлівка (на правому березі річки Свишень). Зараз колишнє село Кезі утворює північну частину (на лівому березі річки Свишень) об'єднаного села Павлівка. Проходить автомагістраль «Т2506» (Чернігів—Любеч).

## Стислі відомості
Кезі вперше згадуються у письмових джерелах середини XIX століття.
Останні роки в селі проживав Хижняков Василь Михайлович (1843—1917) — міський голова Чернігова (1875—1887) та гласний міської думи, голова Чернігівської губернської земської управи (1886—1896), викладач Чернігівської класичної чоловічої гімназії, гласний чернігівських губернського та повітового земських зібрань.
За компартійними даними радянську владу встановлено у січні 1918 року; партійну організацію створено в 1920 році, комсомольську — 1929-го.
В часі штучного винищення голодом у селі померло голодною смертю не менше 1 людини.
На фронтах нацистсько-радянської билися 154 жителі, з них 58 нагороджено орденами й медалями. 97 чоловік загинули на фронтах.
1959 року на братській могилі воїнів, що загинули в бою за визволення села, встановлено пам'ятник. Загиблим односельцям у 1967 році споруджено обеліск Слави.
В 1970-х роках нараховувалося 153 двори із 471 жителем. Сільраді підпорядковані населені пункти Духанки, Павлівка і Шумани.
На території Кезів розміщувалася центральна садиба колгоспу ім. Чкалова, за яким було закріплено 1933 га сільськогосподарських угідь, у тому числі 1451 га орної землі. Вирощували зернові культури; було розвинуте тваринництво.
В селі була початкова школа, у якій навчалися 31 учень і працювали 2 вчителі, були клуб, бібліотека, фельдшерсько-акушерський пункт.
За самовіддану працю радянською владою 32 трудівників нагороджено орденами й медалями.
1984 року біля села археологами відкрито Бревенецьке поселення.
В 1906—1910 роках тут у початковій школі навчався В. М. Примаков; на будинку школи було встановлено меморіальну дошку. В Павлівській середній школі ім. Примакова є кімната-музей, де зібрано документи про бойовий шлях Червоного козацтва.
Населений пункт приєднано (або включено в смугу) села Павлівка (рішення прийняла Чернігівська обласна рада 28.04.1995 року) та перейменовано Кезівську сільраду на Павлівську.